# Elección para gobernador de Utah de 2020
La elección para gobernador de Utah de 2020 tuvo lugar el 3 de noviembre, en conjunto con la elección presidencial de Estados Unidos, así como elecciones al Senado de los Estados Unidos, elecciones a la Cámara de Representantes y varias elecciones estatales y locales. Aunque el actual gobernador republicano Gary Herbert podía postularse para la reelección a un tercer mandato completo, anunció poco después de ser reelegido en 2016 que no volvería a postularse, pero indicó en enero de 2019 que estaba abierto a la posibilidad de postularse nuevamente. Finalmente decidió retirarse y respaldar a su vicegobernador, Spencer Cox.
Utah no ha tenido un gobernador demócrata desde que Scott M. Matheson dejó el cargo en enero de 1985. Esta es la segunda racha activa más larga de liderazgo de partido único, solo por detrás de Dakota del Sur, que no ha tenido un gobernador demócrata desde que Harvey L. Wollman dejó el cargo en 1979.
Las primarias se llevaron a cabo el 30 de junio de 2020. La fecha límite de presentación fue el 19 de junio de 2020.
El vicegobernador Spencer Cox ganó las elecciones generales al derrotar al candidato demócrata, Christopher Peterson.

## Primaria Republicana
|  | 36.15 % |

|  | 34.95 % |

|  | 21.02 % |

|  | 7.88 % |

|  | 100 % |

## Encuestas
| Fuente                                                   | Fecha                    | Tamaño de muestra | Margen de error | Spencer Cox (R) | Christopher Peterson (D) | Daniel Cottam (L) | Gregory Duerden (I) | Indecisos |
| -------------------------------------------------------- | ------------------------ | ----------------- | --------------- | --------------- | ------------------------ | ----------------- | ------------------- | --------- |
| Y2 Analytics/Salt Lake Tribune                           | 15-24 de octubre de 2020 | 660               | +/- 3.8%        | 58%             | 33%                      | -                 | -                   | -         |
| RMG Research/Deseret News/Hinckley Institute of Politics | 12-17 de octubre de 2020 | 1.000             | +/- 3.1%        | 50%             | 26%                      | 6%                | 3%                  | 16%       |

## Resultados
|  | 62.98 % |

|  | 30.35 % |

|  | 3.52 % |

|  | 1.77 % |

|  | 100 % |

|  | 90.09 % |